# Comuna Necrasovca-Veche, Ismail
Necrasovca-Veche (în ucraineană Стара Некрасівка, transliterat: Stara Nekrasivka) este o comună în raionul Ismail, regiunea Odesa, Ucraina, formată din satele Dunaiske și Necrasovca-Veche (reședința).

## Demografie
Componența lingvistică a comunei Necrasovca-Veche
     Rusă (90,69%)
     Ucraineană (5,5%)
     Română (2,01%)
     Bulgară (1,42%)
     Alte limbi (0,09%)
Conform recensământului din 2001, majoritatea populației comunei Necrasovca-Veche era vorbitoare de rusă (90,69%), existând în minoritate și vorbitori de ucraineană (5,5%), română (2,01%) și bulgară (1,42%).